# خوسيه فيليكس تابيا
خوسيه فيليكس تابيا (بالإسبانية: José Félix Tapia)‏ هو كاتب إسباني، ولد في 4 فبراير 1910 في مدريد في إسبانيا، وتوفي بنفس المكان في 13 أغسطس 1969.